# Cornelia Gayden
Cornelia Gayden (Bogue Chitto, 11 maggio 1971) è un'ex cestista statunitense, professionista nella ABL e nella WNBA.

## Carriera
Con gli Stati Uniti ha disputato le Universiadi di Fukuoka 1995.